# كانيغراتي
كانيغراتي هي كومونا في إيطاليا في إقليم لومبارديا الإيطالي, وتقع على بعد 20 كيلو متر شمال غرب مدينة ميلان.
أُعطيت المدينة هذا الاسم بسبب الحضارة الكانيغراتية وهي حضارة ما قبل التاريخ والتي تعتبر موقع أثري رئيسي تم التنقيب عنه في الإقليم الاشتراكي .